# Fortrose
Fortrose (/fɔːrtˈroʊz/ ; gaélique écossais : A' Chananaich, écossais : Chainry) est une ville portuaire et un ancien bourg royal d'Écosse sur le golfe de Moray dans les Highlands.

## Géographie
Elle est située à 3 km en face de Fort George, à 27 km au sud de Tain et à 13 km au nord-est d'Inverness. C'est un endroit populaire pour essayer d'apercevoir les grands dauphins (autour du Fort George).

## Histoire
Fondée en 1444 de la réunion des villes de Chanoury et Rosemarkie, elle est connue pour ses restes de l'ancienne cathédrale des évêques de Ross. 

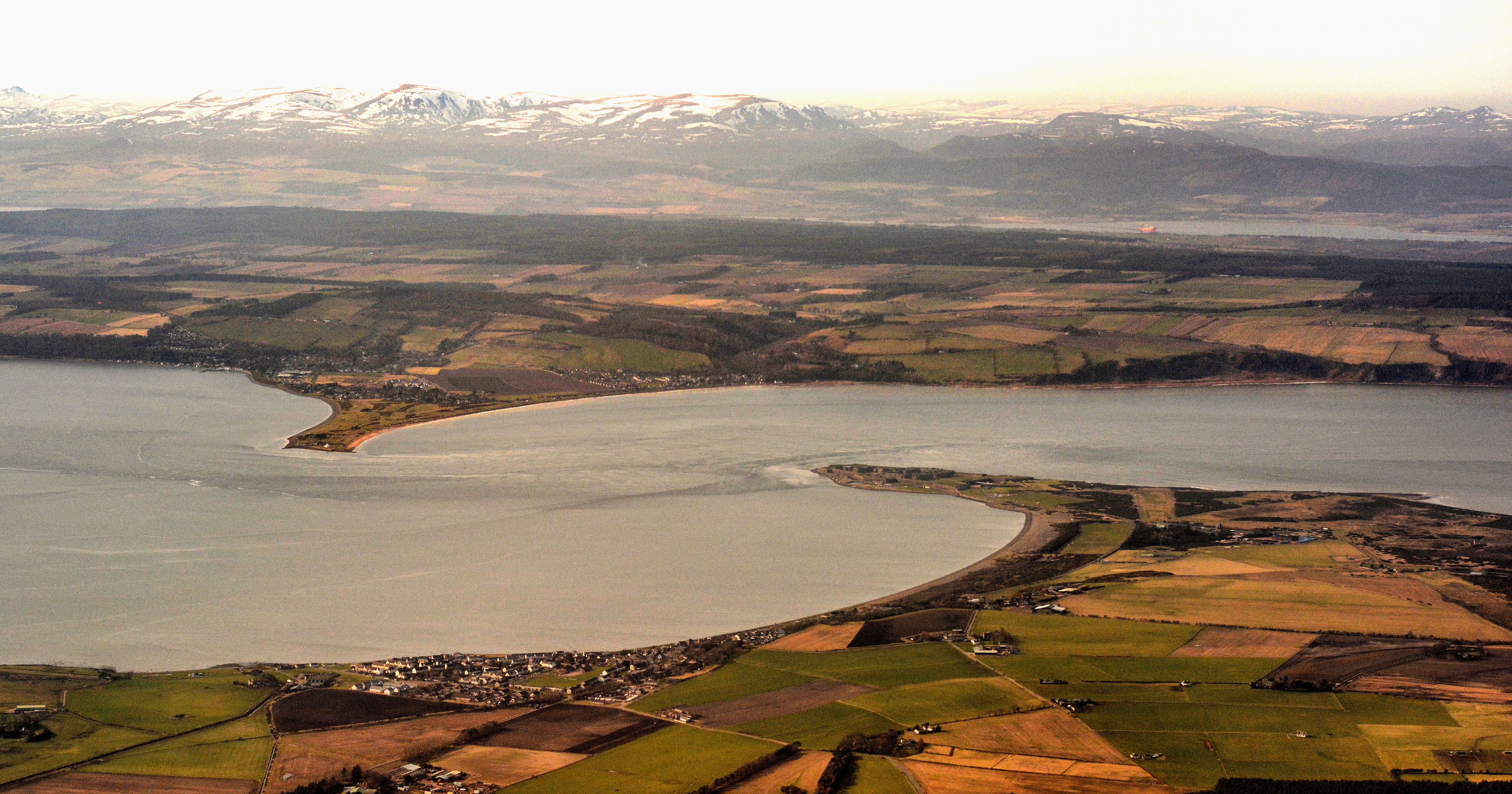
À la pointe gauche Chanonry Point (en) avec Fortrose à sa droite et le Fort George en face avec au loin le Cromarty Firth.
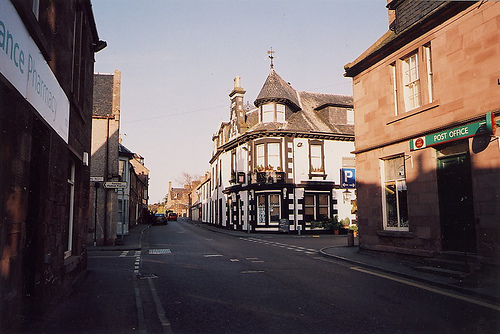
La rue principale de Fortrose (High Street).